# Капитан Америка
Капитан Америка е супергерой, който се появява в комиксовите издания на издателство Марвел Комикс. Първата му поява е в Captain America Comics #1 през март 1941, издаден от предшественика на Марвел - Таймли Комикс. Създаден е от Джо Саймън и Джак Кърби. През годините около 210 милиона копия на списанията за Капитан Америка са продадени в 75 страни. Неговото алтер его е Стив Роджърс - хилав младеж, който е преобразен в перфектно човешко същество след експеримент на американската армия по време на Втората световна война. Капитан Америка носи костюм, който напомня американското знаме и е въоръжен с почти непробиваем щит. Щитът може да бъде хвърлян като бумеранг и е направен от неразрушимия метал вибраниум, който напълно абсорбира вибрации. Капитан Америка има помощник, наречен Бъки Барнс.
Като международен патриотичен образ, който често е показван в битка със Страните от Оста през Втората световна война, Капитан Америка е най-популярният персонаж на Таймли Комикс от това време. След края на войната популярността на персонажа замира и той изчезва през 1950-те години. Популяризиран е отново през Сребърния век на комиксите, когато отбора на Отмъстителите го събужда от летаргичен сън в епизода Отмъстителите #4 (март 1964). Оттогава Капитан Америка често е начело на отбора, както и участва самостоятелно в свои сериали.
Капитан Америка е първият персонаж на Марвил Комикс, който е адаптиран за екран с пускането на серийния филм Капитан Америка през 1944 г. Оттогава насам, персонажът участва в няколко други филми и телевизионни сериали, последният от които е игралния филм Капитан Америка: Първият отмъстител, пуснат на 22 юли 2011 г. в САЩ.

## Способности
Капитан Америка няма свръхчовешки способности, въпреки че е резултат от въздействието на серум за създаване на супер войник, който го превръща от слаботелесен младеж в перфектно човешко същество. Силата, издръжливостта, подвижността, скоростта, рефлексите, здравината и оздравяването му са на горната граница на естествените човешки възможности.
Формулата на серума подобрява неговия метаболизъм и той не натрупва умора в мускулите си, което му осигурява издръжливост далеч от тази на обикновен човек. На това дължи много от своите необичайни постижения, като да вдига от лежанка 545 кг или да пробягва една миля (1,6 км) за 73 секунди. Тези подобрения в организма му са причината той да оцелее десетилетия наред, когато изпада в летаргия. Той също е силно устойчив на хипноза или газове, които са предназначени да го разконцентрират. Тайната за създаване на супер войник изчезва със смъртта на Д-р Ейбрахам Ърскин (Dr. Abraham Erskine). Въпреки това в последвалите десетилетия се правят многобройни неуспешни опити от други учени да пресъздадат опита на Д-р Ърскин. Дори по-лошо – опитите често водят до появата на откачени суперзлодеи.
Бойната практика на Стив Роджърс и тренировките му го правят тактически експерт и превъзходен полеви командир, с който неговите съотборници често се съобразяват. Неговите рефлекси и сетива също са необичайно остри. Той е майстор по много бойни изкуства, като комбинира джудо, бокс, кикбокс и гимнастика в свой уникален боен стил. Годините практика със своя неразрушим щит му позволяват да го хвърля с непогрешима точност. Той може успешно да напада с едно хвърляне на щита си няколко врагове наведнъж и дори да поразява врага в гръб, когато хвърления щит се връща като бумеранг. Като цяло той е признат за един от най-добрите майстори по ръкопашен бой във Вселената на Марвел.
Роджърс има обширни военни познания и често е наясно с текущи, тайни операции на министерството на отбраната. Той е експерт по бойна и военна стратегия, оцеляване, акробатика, пилотаж и разрушения.